# Cimbébasie
La Cimbébasie est un nom ancien donné à une vaste contrée de l’Afrique méridionale, sur le littoral de l’Atlantique, depuis le cap Frio jusqu’à l’île des Oiseaux, près des limites du pays des Hottentots. Il correspond au littoral actuel de la Namibie. La Cimbébasie est aussi une préfecture apostolique qui devient en 1926 l'archidiocèse de Windhoek.
Les explorateurs la décrivaient comme une contrée aride et déserte, sans aucune trace de végétation et sans eau.

## Source
« Cimbébasie », dans Pierre Larousse, Grand dictionnaire universel du XIXe siècle, Paris, Administration du grand dictionnaire universel, 15 vol., 1863-1890 [détail des éditions].